# Alex Ávila (football)
Alex Geovany Ávila Pineda (né le 26 décembre 1964 au Honduras) est un footballeur international hondurien, qui évoluait au poste d'attaquant.

## Biographie

### Carrière en sélection
Avec l'équipe du Honduras, il joue six matchs (pour aucun but inscrit) entre 1988 et 1995. 
Il figure notamment dans le groupe des sélectionnés lors de la Gold Cup de 1991, où son équipe atteint la finale.

## Palmarès
| Real España - Championnat du Honduras : - Champion : 1988, 1990 - Meilleur buteur : 1990 (13 buts) et 1994-95 (13 buts). CD Motagua - Championnat du Honduras : - Champion : 1992 - Coupe du Honduras - Finaliste : 1993, 1995 |  | Honduras - Gold Cup : - Finaliste : 1991. |